# Porto di Palos de la Frontera
Il porto di Palos de la Frontera era il porto fluviale da cui partì il 3 agosto 1492 la spedizione che poi portò alla scoperta dell'America, comandata da Cristoforo Colombo e dai fratelli Pinzón, al comando delle caravelle Pinta, Niña e Nao La Santa María. L'antico Puerto de Palos era il porto fluviale del comune di Palos de la Frontera, nella provincia di Huelva (Andalusia - Spagna). È uno dei luoghi inseriti nell'insieme storico-artistico dei Luoghi Colombiani, avendo avuto particolare rilevanza nei preparativi e nella ricerca ed esplorazione di nuove rotte commerciali verso le Indie. Come è noto, nel XIII secolo le rotte commerciali tra Europa e Asia furono bloccate a causa delle Crociate.